# Heinrich Eggerth
Heinrich Eggerth (* 30. April 1926 in Annaberg, Niederösterreich; † 22. Dezember 2018) war ein österreichischer Schriftsteller.

## Leben
Heinrich Eggerth wuchs im Waldviertel auf und besuchte das Gymnasium in Horn und Melk. Nach dem Kriegsdienst im Zweiten Weltkrieg machte er eine Lehrerausbildung in Wien und unterrichtete an verschiedenen Schulen in Niederösterreich. Ab 1954 bis zu seiner Pensionierung im Jahre 1984 war er Hauptschullehrer für Geschichte und Englisch in Puchberg am Schneeberg.

## Auszeichnungen
- 1970 Förderungspreis des Landes Niederösterreich
- 1982 Preis für Langmemoiren des Landes Niederösterreich
- 1985 Würdigungspreis des Landes Niederösterreich

## Publikationen
- Am Ufer der Ereignisse. Gedichte, Österreichische Verlagsanstalt, Wien 1970.
- Draußen springen noch immer die Delphine. Gedichte, Verlag Grasl, Baden 1983.
- Simplicius 39/45. Roman, Niederösterreichisches Pressehaus, St. Pölten 1984, ISBN 3-85326-724-6.
- Logbuch des Bleibens. Gedichte, Weilburg Verlag, Wiener Neustadt 1987, ISBN 3-900100-52-7.
- Die Papierrose. Roman, Niederösterreichisches Pressehaus, St. Pölten 1988, ISBN 3-85326-848-X.
- Das Messingtürschild. Roman, Blau-gelbe Edition, merbod Verlag, Wiener Neustadt 1992, ISBN 3-900844-17-8.
- Klang dessen, was war. Gedichte, Literaturedition Niederösterreich, St. Pölten 1994, ISBN 3-901117-20-2.
- Monologe mit Gott. Österreichisches Literaturforum, Krems 1994.
- Die Schwarze Kugel. Roman, Österreichisches Literaturforum, Krems 1994.
- Predigten gegen den Wind. Kurzprosa, Österreichisches Literaturforum, Krems 1998.
- Ein Regenbogen aus Staub. Erzählungen, Literaturedition Niederösterreich, St. Pölten 1999, ISBN 3-901117-40-7.
- Ein Splitter aus Jade. Aphorismen, merbod Verlag, Wiener Neustadt 2000, ISBN 3-900844-56-9.
- Wer bleibt, hat keine Ankunft. Das gesammelte lyrische und aphoristische Werk. Herausgegeben mit einem Nachwort von Helmuth A. Niederle, Lehner, Wien 2006, ISBN 3-901749-48-9.
- Heinrich Eggerth. Ausgewählte Gedichte. Podium Porträt 24, ISBN 3-902054-41-7.